# Orthografische cilinderprojectie
De orthografische cilinderprojectie of oppervlaktegetrouwe cilinderprojectie van Lambert is een oppervlaktegetrouwe cilinderprojectie die ontstaat door de aardbol af te beelden op een cilinder vanuit een punt op de omwentelingsas van de bol, zodanig dat de projectielijn loodrecht op de as staat.
Gegeven de geografische breedte {\displaystyle \beta \,} en lengte {\displaystyle \lambda \,} (in radialen) dan wordt de projectie gegeven door:
{\displaystyle x\,=R\,\lambda }
{\displaystyle y\,=R\,\sin \beta }
met {\displaystyle R\ } de straal van de Aarde.
Deze oppervlaktegetrouwe projectie werd, naast een aantal andere projecties, in 1779 voorgesteld door Johann H. Lambert.